# Tihanyi Vilma
Tihanyi Vilma, 1903-ig Pokorny Vilma Jozefa (Gyöngyös, 1894. szeptember 20. – Budapest, 1951. november 26.) magyar opera-énekesnő (szoprán). A két világháború közötti időszak sokat foglalkoztatott drámai szopránja volt, főként az olasz repertoárban tűnt ki.

## Élete
Pokorny Ferenc és Kudernács Matild lányaként született. Rákosi Szidi színiiskolájában tanult, emellett a Nemzeti Zenede ének és zongora szakán Roubal Vilmos, Stoll Gizella és Dalnoky Viktor növendéke volt.
1914 márciusában lett az Operaház énekkarának tagja. 1915. április 8-án a Lohengrin második apródjaként debütált. Az 1919–20-as évadtól 1936-ig magánénekesnő. Kezdetben lírai szerepeket énekelt, később áttért a drámai szoprán fachra. 1927-ben ő énekelte Turandotot a Puccini-opera magyarországi bemutatóján. Többször vendégszerepelt Bécsben. Budapesti búcsúfellépése 1936. április 30-án volt a Bohémélet Mimìjeként.
Repertoárja szinte az összes szoprán szerepkörre kiterjedt, de zömmel a drámai alakokat formálta meg. Hangversenyénekesként is rendszeresen szerepelt.
1926. augusztus 5-én Budapesten, a Ferencvárosban házasságot kötött dr. Záborszky László székesfővárosi tanácsi fogalmazóval. Első férje 1945. július 23-án autóbalesetben hunyt el.
Sírja a Fiumei úti sírkertben található [33/2–1–9].

## Szerepei
- Ifj. Ábrányi Emil: Don Quijote – Mercedes
- Eugen d’Albert: A holt szemek – Arzinoe
- Beretvás Hugó: Assisi Szent Ferenc – Szent Klára [szcenírozva]
- Georges Bizet: Carmen – Micaëla
- Léo Delibes: Lakmé – Miss Ellen
- Erkel Ferenc: Hunyadi László – Hunyadi László
- Christoph Willibald Gluck: Orfeusz és Euridiké – Euridiké
- Goldmark Károly: Sába királynője – Szulamit; Asztarót
- Charles Gounod: Faust – Margit; Siebel
- Hubay Jenő: Az álarc – Annie
- Engelbert Humperdinck: Jancsi és Juliska – Ébresztő manó
- Pietro Mascagni: Parasztbecsület – Santuzza; Lola
- Giacomo Meyerbeer: Észak csillaga – Natalia
- Darius Milhaud: Percoperák – Phædra
- Wolfgang Amadeus Mozart: Don Juan – Donna Elvira
- Wolfgang Amadeus Mozart: A varázsfuvola – Első hölgy; Papagena; Második gyermek
- Otto Nicolai: A windsori víg nők – Reich Anna
- Poldini Ede: Farsangi lakodalom – Zsuzsika
- Amilcare Ponchielli: La Gioconda – címszerep
- Giacomo Puccini: Bohémélet – Mimi
- Giacomo Puccini: Pillangókisasszony – Cso-cso szán
- Giacomo Puccini: Tosca – Pásztorfiú
- Giacomo Puccini: Turandot – címszerep
- Rékai Nándor: György barát – Nadinka
- Johann Strauss: A cigánybáró – Szaffi
- Richard Strauss: A rózsalovag – Nemesi árva
- Giuseppe Verdi: Rigoletto – Ceprano grófné
- Giuseppe Verdi: La Traviata – Annina
- Giuseppe Verdi: A végzet hatalma – Doña Leonora di Vargas
- Giuseppe Verdi: Álarcosbál – Amelia
- Giuseppe Verdi: Aida – címszerep
- Giuseppe Verdi: Otello – Desdemona
- Richard Wagner: A bolygó hollandi – Senta
- Richard Wagner: Tannhäuser – Erzsébet; Apród; Pásztorfiú
- Richard Wagner: Lohengrin – Brabanti Elza; Második apród
- Richard Wagner: A nürnbergi mesterdalnokok – Eva Pogner
- Richard Wagner: A Nibelung gyűrűje – Gutrune; Wellgunde
- Richard Wagner: Parsifal – II. viráglány
- Carl Maria von Weber: A bűvös vadász – Első nyoszolyólány
- Ermanno Wolff-Ferrari: Sly – Dolly